# Бурная (река, Парамушир)
Бурная — река на острове Парамушир в России. Длина — 13 км. Площадь водосборного бассейна — 36,7 км².
Направление течения — преимущественно на запад. Впадает в Охотское море.
По данным государственного водного реестра России относится к Амурскому бассейновому округу.